# Iglesia de San Miguel (Beleña de Sorbe)
La iglesia de San Miguel es un templo católico situado en la localidad española de Beleña de Sorbe (Cogolludo, Guadalajara). Fue construida en el siglo del siglo XII y reformada entre los siglos XVI y XVII. Es originalmente de estilo románico rural con incorporaciones renacentistas posteriores.

## Descripción
El templo está situado en una pequeña elevación situada al norte de la localidad de Beleña de Sorbe, actual pedanía de Cogolludo.
Los primeros datos disponibles son una bula papal del año 1127 que menciona Beleña incluida en la diócesis de Toledo. Hasta el siglo XII, Beleña de Sorbe perteneció al alfoz de Atienza y desde el siglo XV a la familia Mendoza.
La iglesia parroquial de San Miguel, fue declarada Bien de Interés Cultural el 8 de octubre de 1991 con la categoría de Monumento.

### Planta
El templo presenta la orientación litúrgica habitual, con una ligera desviación (99° E). De estilo románico (siglo XII) y reformada durante el renacimiento, su planta es de cruz latina de una sola nave rematada con ábside poligonal de tres lados.

 Leyenda de la imagen
1. Pórtico sur: acceso al templo.
2. Nave.
3. Altar mayor y ábside.
4. Sacristía.
5. Baptisterio.
6. Galería porticada.
7. Signos lapidarios.

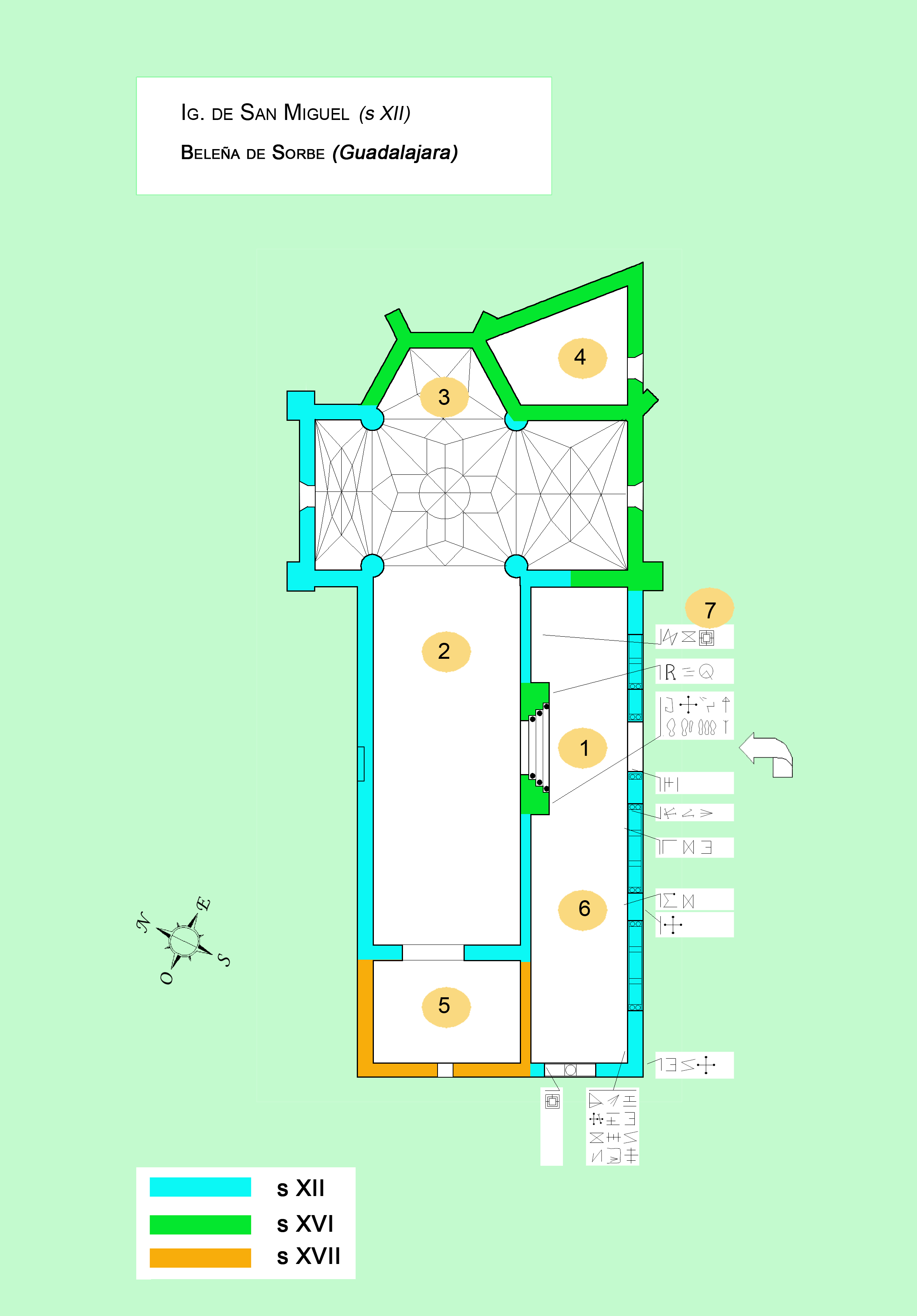
Aprox. a la planta de la iglesia y signos lapidarios.

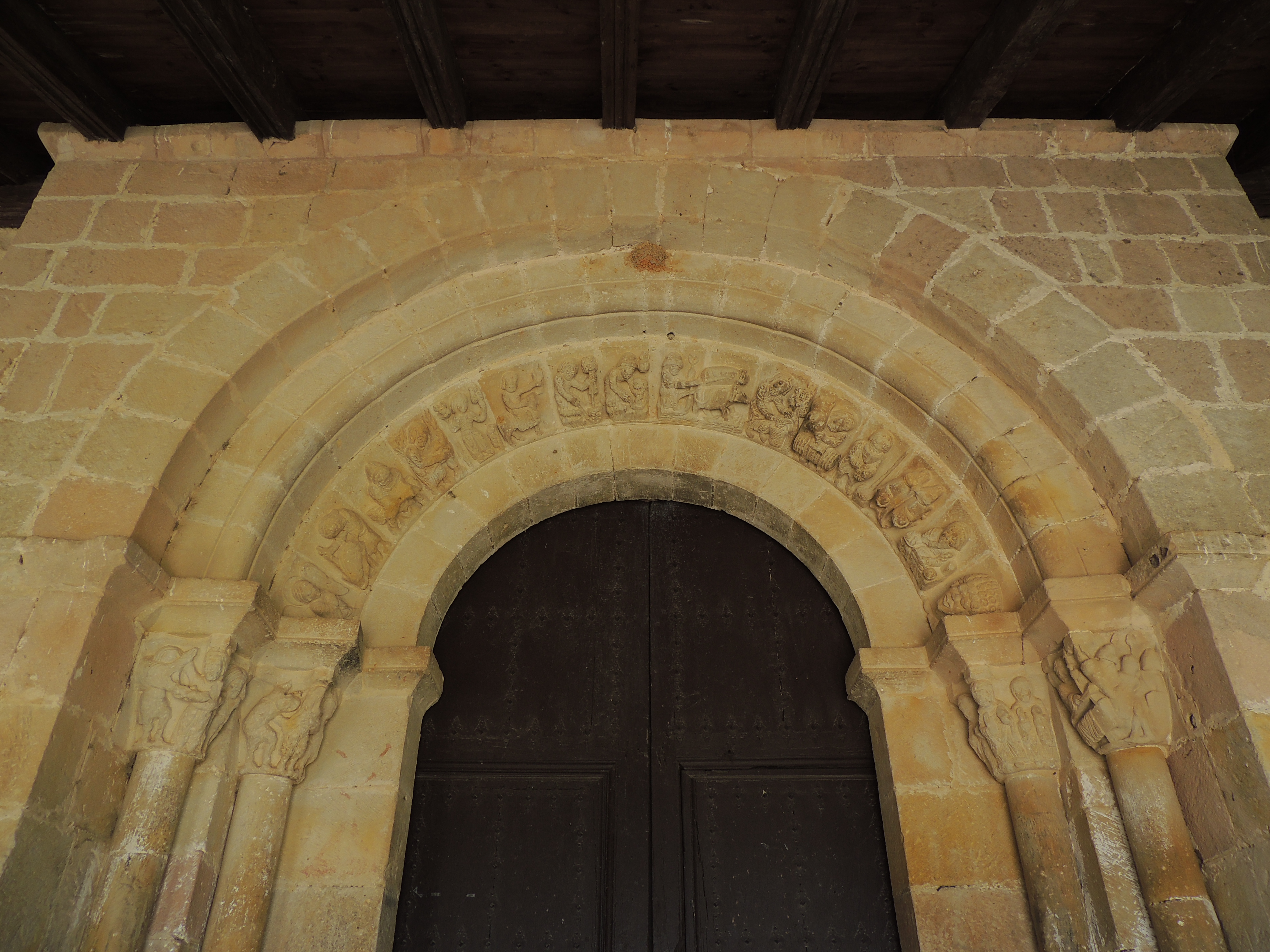
Portada

Aunque originalmente existía una entrada en la fachada norte cegada en la actualidad, el acceso al templo se efectúa por el pórtico sur (1) y la galería porticada (6) que como en otros templos de la zona, debía extenderse por las fachadas sur y oeste. En la arquivolta de esta portada está labrado un mensario o Calendario agrícola.
La nave (2) consta de un único tramo sin contrafuertes, con crucero de mayor longitud en el tramo sur, rematada por un ábside (3) poligonal sin vanos al exterior reforzado por dos contrafuertes.
Entre las reformas efectuadas en el siglo XVI se incluye la sacristía (4), adosada entre el ábside y el lado sur del crucero, y la prolongación del pie de la nave, donde actualmente se ubica el baptisterio (5). 
Fue realizada con mampostería, excepto los contrafuertes y arco triunfal del ábside y transepto, el pórtico sur y la galería porticada resueltos con sillería caliza.

### Signos lapidarios
Se han identificado un total de 43 signos lapidarios de 22 tipos y 6 de tipo diverso: 3 habitualmente asociados al gremio de zapateros de la época, 2 juegos de alquerque medievales y 1 reloj de sol. Todos situados en el exterior de la fachada sur del templo y en la galería porticada.

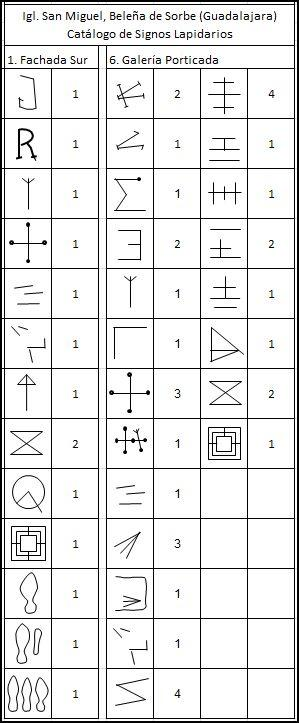
Catálogo de tipos de signos lapidarios en la iglesia de San Miguel. Ver planta.

| Ubicación         | Ubicación    | Tipo   | Tipo     | Tipo       | Tipo        | Tipo  |
| Zona              | Total signos | Normal | Especial | Ideogramas | Inscripción | Otros |
| ----------------- | ------------ | ------ | -------- | ---------- | ----------- | ----- |
| Fachada sur       | 14           | 9      |          | 3          |             | 2     |
| Galería porticada | 35           | 34     |          |            |             | 1     |